# Roger Assalé
Roger Claver Djapone Assalé (sinh ngày 13 tháng 11 năm 1993) là một cầu thủ bóng đá người Bờ Biển Ngà thi đấu ở vị trí Tiền đạo cho Young Boys.
Anh là một phần của đội hình Young Boys giành chức vô địch tại Giải bóng đá vô địch quốc gia Thụy Sĩ 2017-18, danh hiệu đầu tiên sau 32 năm.

## Sự nghiệp quốc tế
Assalé có màn ra mắt quốc tế cho "Les Élephants" trong trận giao hữu với Cameroon ngày 10 tháng 11 năm 2014. Anh ghi bàn thắng quốc tế đầu tiên trước Moldova vào tháng 3 năm 2018.

## Thống kê sự nghiệp
Tính đến trận đấu diễn ra ngày 9 tháng 7 năm 2019
| Câu lạc bộ          | Mùa giải            | Giải vô địch            | Giải vô địch | Giải vô địch | Cúp Quốc gia | Cúp Quốc gia | Cúp Liên đoàn | Cúp Liên đoàn | Châu Âu | Châu Âu   | Tổng cộng | Tổng cộng |
| Câu lạc bộ          | Mùa giải            | Hạng đấu                | Số trận      | Bàn thắng    | Số trận      | Bàn thắng    | Số trận       | Bàn thắng     | Số trận | Bàn thắng | Số trận   | Bàn thắng |
| ------------------- | ------------------- | ----------------------- | ------------ | ------------ | ------------ | ------------ | ------------- | ------------- | ------- | --------- | --------- | --------- |
| Young Boys (mượn)   | 2016–17             | Raiffeisen Super League | 13           | 6            | 1            | 0            | —             | —             | —       | —         | 14        | 6         |
| Young Boys          | 2017–18             | Raiffeisen Super League | 34           | 12           | 5            | 5            | —             | —             | 10      | 4         | 49        | 21        |
| Young Boys          | 2018–19             | Raiffeisen Super League | 33           | 9            | 2            | 0            | —             | —             | 6       | 1         | 41        | 10        |
| Tổng cộng sự nghiệp | Tổng cộng sự nghiệp | Tổng cộng sự nghiệp     | 80           | 27           | 8            | 5            | 0             | 0             | 16      | 5         | 104       | 37        |

### Bàn thắng quốc tế
Bàn thắng và kết quả của Bờ Biển Ngà được để trước.
| #  | Ngày                | Địa điểm                                    | Đối thủ | Tỉ số | Kết quả | Giải đấu |
| -- | ------------------- | ------------------------------------------- | ------- | ----- | ------- | -------- |
| 1. | 27 tháng 3 năm 2018 | Sân vận động Pierre Brisson, Beauvais, Pháp | Moldova | 1–0   | 2–1     | Giao hữu |
| 2. | 6 tháng 9 năm 2018  | Sân vận động Michel d'Ornano, Caen, Pháp    | Bénin   | 1–0   | 1–2     | Giao hữu |
| 3. | 10 tháng 9 năm 2019 | Sân vận động Robert Diochon, Rouen, Pháp    | Tunisia | 1–0   | 2–1     | Giao hữu |

## Danh hiệu

### Câu lạc bộ
Séwé Sport
- Ligue 1 (2): 2012–13, 2013–14

Á quân
- CAF Confederation Cup: 2014

TP Mazembe
- Linafoot: 2015–16
- CAF Champions League: 2015
- CAF Super Cup: 2016
- CAF Confederation Cup: 2016

Young Boys
- Giải bóng đá vô địch quốc gia Thụy Sĩ: 2017-18

### Quốc tế
Ivory Coast
- Africa Cup of Nations: 2015[1]